# Matos Costa
Matos Costa är en kommun i Brasilien.   Den ligger i delstaten Santa Catarina, i den södra delen av landet, 1 200 km söder om huvudstaden Brasília. Antalet invånare är 2 838.
I omgivningarna runt Matos Costa växer i huvudsak städsegrön lövskog. Runt Matos Costa är det glesbefolkat, med 8 invånare per kvadratkilometer.